# Japansk kungsmakrill
Japansk kungsmakrill (Scomberomorus niphonius) är en fiskart som först beskrevs av Cuvier 1832.  Japansk kungsmakrill ingår i släktet Scomberomorus och familjen makrillfiskar. IUCN kategoriserar arten globalt som otillräckligt studerad. Inga underarter finns listade i Catalogue of Life.
Fisken äts i Japan ofta grillad, friterad (som karaage) eller tillsammans med saikyomiso (en söt miso). Eftersom köttet är mjukt anses den mindre lämplig kokt/i grytor.